# Landesuniversität Dorpat
Die Landesuniversität Dorpat war eine 1918 von der deutschen Militärverwaltung in Dorpat/Tartu während des Ersten Weltkriegs eingerichtete deutschsprachige Universität.

## Geschichte

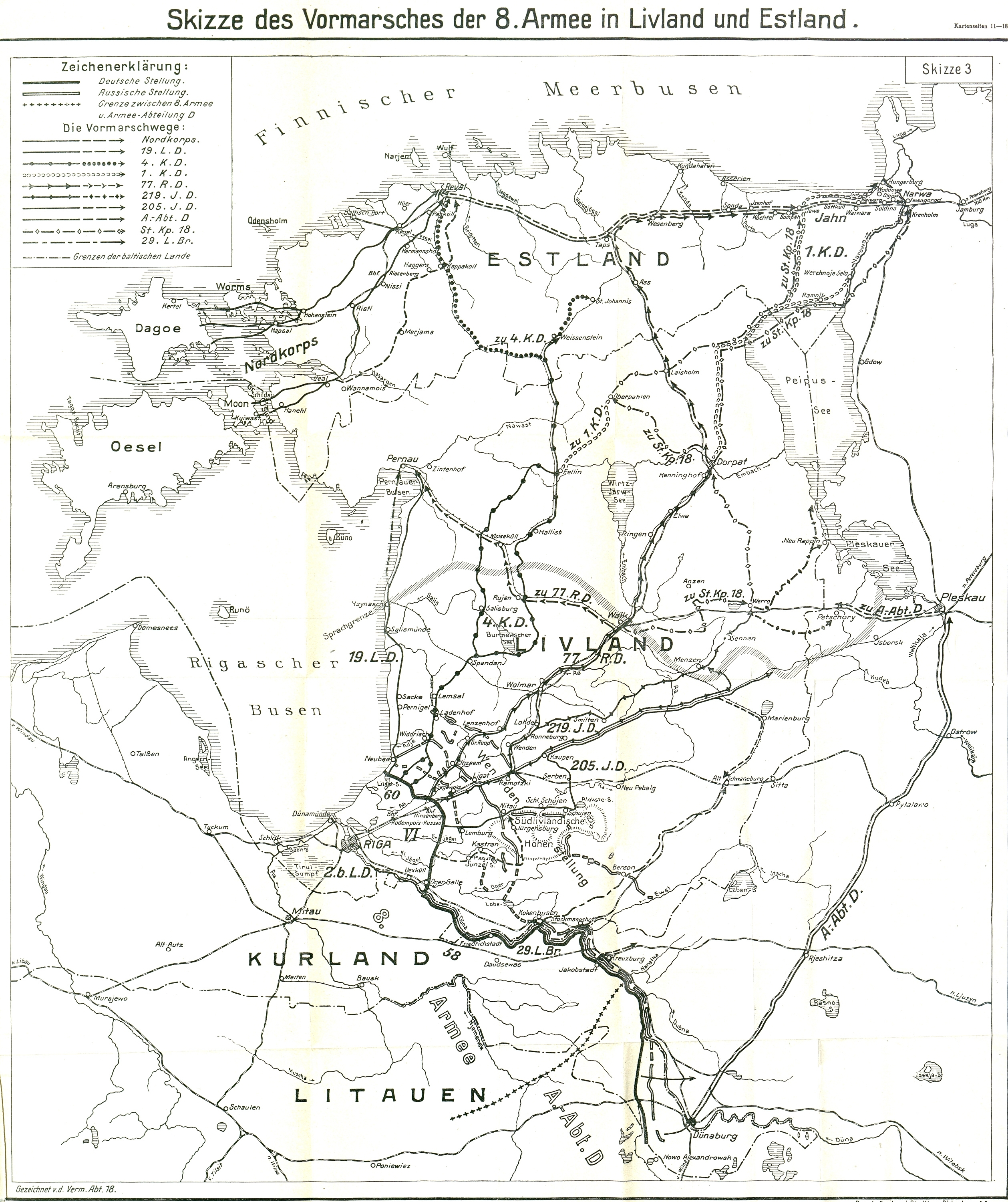

In der zweiten Februarhälfte 1918 marschierte reichsdeutsches Militär der 8. Armee im Rahmen der Operation Faustschlag von Walk kommend in Dorpat ein.
Am 8. Juli 1918 berichtete die Revaler Zeitung bezüglich der Landesuniversität unter Bezugnahme auf die Baltische Zeitung, dass die Vorlesungen voraussichtlich im September beginnen würden, die Universität als solche aber nicht in diesem Jahr eröffnet werden würde. Auch seien drei Fakultäten geplant, eine theologische, eine medizinische und eine philosophische, es solle jedoch keine juristische errichtet werden, da es dafür an Lehrkräften mangeln würde. Am 2. September 1918 meldete die Revaler Zeitung Namen vorgesehener Dozenten.
Die Universität öffnete am 15. September 1918. Am 27. November 1918 übergab die reichsdeutsche Militärverwaltung die Kontrolle über die Universität einer von der estnischen provisorischen Regierung gebildeten Kommission.

## Struktur

### Verwaltung
Laut der vorläufigen Satzung hatte die Universität die rechtliche Stellung einer juristischen Person des öffentlichen Rechts (§ 2) und unterstand dem Armeeoberkommando (§ 5).

### Fakultäten
| Name                                                                                             | Dekan              | Prodekan                    | Anzahl Dozenten |
| ------------------------------------------------------------------------------------------------ | ------------------ | --------------------------- | --------------- |
| Theologische Fakultät                                                                            | Karl Girgensohn    | Otto Seesemann              | 7               |
| Rechts- und Staatswissenschaftliche Fakultät (im Verzeichnis der Dozenten: Juristische Fakultät) | Hedemann           | Fritz Litten                | 6               |
| Medizinische Fakultät                                                                            | Julius Grober      | Werner Zoege von Manteuffel | 18              |
| Historisch-philologische Fakultät                                                                | Adalbert Wahl      | Ludwig Deubner              | 15              |
| Physiko-mathematische Fakultät                                                                   | Georg von Landesen | Julius von Kennel           | 11              |

## Personen

### Rektor
- Karl Dehio 1851–1927

### Prorektor
- Alexander Graf zu Dohna-Schlodien 1876–1944

### Dozenten
| #  | Name                              | Geboren | Gestorben | Tätigkeit allgemein                            | Fakultät                 | Tätigkeit an der Universität                                           |
| -- | --------------------------------- | ------- | --------- | ---------------------------------------------- | ------------------------ | ---------------------------------------------------------------------- |
| 1  | Alexander von Bulmerincq          | 1868    | 1938      | Theologe, Orientalist                          | Theologische             |                                                                        |
| 2  | Karl Girgensohn                   | 1875    | 1925      | Theologe                                       | Theologische             | Dekan                                                                  |
| 3  | Walther Glawe                     | 1880    | 1967      | Kirchenhistoriker, Hochschullehrer             | Theologische             |                                                                        |
| 4  | Karl Konrad Grass                 | 1870    | 1927      | Theologe, Historiker, Religionswissenschaftler | Theologische             |                                                                        |
| 5  | Traugott Hahn                     | 1875    | 1919      | Theologe, Pfarrer                              | Theologische             |                                                                        |
| 6  | Otto Seesemann                    | 1866    | 1945      | Theologe                                       | Theologische             | Prodekan                                                               |
| 7  | Adalbert von Stromberg            | 1880    | 1922      |                                                | Theologische             |                                                                        |
| 8  | Georg Buch                        | 1882    |           |                                                | Juristische              |                                                                        |
| 9  | Alexander Graf zu Dohna-Schlodien | 1876    | 1944      |                                                | Juristische              |                                                                        |
| 10 | Justus W. Hedemann                | 1878    | 1963      |                                                | Juristische              |                                                                        |
| 11 | Hans Helfritz                     | 1877    | 1958      | Rechtswissenschaftler                          | Juristische              |                                                                        |
| 12 | Fritz Litten                      | 1873    | 1940      |                                                | Juristische              |                                                                        |
| 13 | Dietrich Preyer                   | 1877    | 1959      |                                                | Juristische              |                                                                        |
| 14 | Hermann Adolphi                   | 1863    | 1919      | Anatom                                         | Medizinische             |                                                                        |
| 15 | Maximilian Bresowsky              | 1877    | 1945      | Neurologe, Psychiater                          | Medizinische             |                                                                        |
| 16 | Alfred Brüggemann                 | 1882    | 1971      | HNO-Arzt                                       | Medizinische             |                                                                        |
| 17 | Karl Dehio                        | 1851    | 1927      |                                                | Medizinische             |                                                                        |
| 18 | Julius Grober                     | 1875    | 1971      | Mediziner                                      | Medizinische             | Prodekan, ordentlicher Professor und Direktor der Medizinischen Klinik |
| 19 | Walter Gross                      | 1878    | 1933      | Pathologe                                      | Medizinische             |                                                                        |
| 20 | Friedrich Karl von Krüger         | 1862    | 1938      | Physiologe                                     | Medizinische             |                                                                        |
| 21 | Arthur Korff-Petersen             | 1882    | 1927      | Bakteriologe, Hygieniker                       | Medizinische             |                                                                        |
| 22 | Walther Löhlein                   | 1882    | 1954      |                                                | Medizinische             | Leiter der Augenklinik                                                 |
| 23 | Ernst Masing                      | 1879    | 1956      | Internist                                      | Medizinische             |                                                                        |
| 24 | Johannes Meyer                    | 1858    | 1945      | Gynäkologe                                     | Medizinische             |                                                                        |
| 25 | Alexander Paldrock                | 1871    | 1944      |                                                | Medizinische             |                                                                        |
| 26 | Oscar Rothberg                    | 1869    | 1935      |                                                | Medizinische             |                                                                        |
| 27 | Alfred Sommer                     | 1858    | 1939      | Anatom                                         | Medizinische             |                                                                        |
| 28 | Johannes Stamm                    | 1881    | 1969      | Pharmazeut                                     | Medizinische             |                                                                        |
| 29 | Edgar Anton Terrepson             | 1872    | 1934      |                                                | Medizinische             |                                                                        |
| 30 | Paul Trendelenburg                | 1884    | 1931      | Pharmakologe, Toxikologe                       | Medizinische             |                                                                        |
| 31 | Werner Zoege von Manteuffel       | 1857    | 1926      |                                                | Medizinische             | Dekan                                                                  |
| 32 | Alfred Brunswig                   | 1877    | 1927      | Philosoph                                      | Historisch-philologische |                                                                        |
| 33 | Fritz Curschmann                  | 1874    | 1946      | Historiker, Geograph                           | Historisch-philologische |                                                                        |
| 34 | Ludwig Deubner                    | 1877    | 1946      |                                                | Historisch-philologische | Prodekan                                                               |
| 35 | Carl Friedrich Enders             | 1877    | 1963      | Germanist                                      | Historisch-philologische |                                                                        |
| 36 | Eduard Eckhardt                   | 1864    | 1944      | Anglist, Bibliothekar                          | Historisch-philologische |                                                                        |
| 37 | Ludwig Heller                     | 1866    | 1945      | Indologe, Indogermanist                        | Historisch-philologische |                                                                        |
| 38 | Hanns Heiß                        | 1877    | 1935      | Romanist                                       | Historisch-philologische |                                                                        |
| 39 | Günther Jachmann                  | 1887    | 1979      | klassischer Philologe                          | Historisch-philologische |                                                                        |
| 40 | Walther Kolbe                     | 1876    | 1943      | Historiker                                     | Historisch-philologische |                                                                        |
| 41 | Jakob Lautenbach                  | 1847    | 1928      |                                                | Historisch-philologische |                                                                        |
| 42 | Leonhard Masing                   | 1845    | 1936      | Slawist                                        | Historisch-philologische |                                                                        |
| 43 | Wolfgang Stammler                 | 1886    | 1965      | Germanist, Literaturhistoriker                 | Historisch-philologische |                                                                        |
| 44 | Adalbert Wahl                     | 1871    | 1957      |                                                | Historisch-philologische | Dekan                                                                  |
| 45 | Wilhelm Worringer                 | 1881    | 1965      |                                                | Historisch-philologische |                                                                        |
| 46 | Max Wundt                         | 1879    | 1963      | Philosoph                                      | Historisch-philologische |                                                                        |
| 47 | Peter Claussen                    | 1877    | 1979      | Botaniker, Mykologe                            | Physiko-mathematische    |                                                                        |
| 48 | Fritz Henning                     | 1877    | 1958      | Physiker                                       | Physiko-mathematische    |                                                                        |
| 49 | Reinhard Hollmann                 | 1877    | 1921      | Chemiker                                       | Physiko-mathematische    |                                                                        |
| 50 | Heinrich Wilhelm Ewald Jung       | 1876    | 1953      | Mathematiker                                   | Physiko-mathematische    |                                                                        |
| 51 | Julius von Kennel                 | 1854    | 1939      | Zoologe, Entomologe                            | Physiko-mathematische    | Prodekan                                                               |
| 52 | Georg von Landesen                | 1866    | 1935      | Chemiker                                       | Physiko-mathematische    | Dekan                                                                  |
| 53 | Ernst Richard Neumann             | 1875    | 1955      | Mathematiker                                   | Physiko-mathematische    |                                                                        |
| 54 | Alfred Rühl                       | 1882    | 1935      | Geograph                                       | Physiko-mathematische    |                                                                        |
| 55 | Hans Scupin                       | 1869    | 1937      | Geologe                                        | Physiko-mathematische    |                                                                        |
| 56 | Erich Schoenberg                  | 1882    | 1965      | Astronom                                       | Physiko-mathematische    |                                                                        |
| 57 | Alfred Wegener                    | 1880    | 1930      | Meteorologe, Polar- und Geowissenschaftler     | Physiko-mathematische    |                                                                        |
| 58 | v. Sabler                         |         |           |                                                | -                        |                                                                        |
| 59 | Seeberg                           |         |           |                                                | -                        |                                                                        |
| 60 | v. Siebold                        |         |           |                                                | -                        | Lektorin                                                               |
| 61 | v. Stryk                          |         |           |                                                | -                        |                                                                        |
| 62 | Walter                            |         |           |                                                | -                        |                                                                        |
| 63 | Gustav Weltz                      | 1863    |           |                                                | -                        | Lehrer für Massage                                                     |

### Studierende
Im zweiten Semester 1918 waren 1011 Studierende immatrikuliert sowie zusätzlich 33 Studierende der Pharmazie. Von diesen setzten 344 bzw. 10 das Studium an der Universität Tartu der Republik Estland fort.
| #      | Name                          | Geboren | Gestorben | Tätigkeit                                |
| ------ | ----------------------------- | ------- | --------- | ---------------------------------------- |
| S-1    | Adalgot Georg Julius von Seck | 1893    |           |                                          |
| S-6    | Arnold Lippert                | 1898    | 1958      | Arzt                                     |
| S-84   | Aleksandrs Grīns              | 1895    | 1941      | lettischer Schriftsteller                |
| S-875  | Hans von Rimscha              | 1899    | 1987      | Historiker                               |
| S-918  | Heinrich Walter               | 1898    | 1989      | Geobotaniker, Öko-Physiologe             |
| S-1011 | Johanna v. Oettingen          |         |           |                                          |
| P-2    | Walter Hugo Eduard Kapeller   | 1891    |           |                                          |
| P-33   | Nicolai Hamilcar Wahwer       | 1892    |           |                                          |
| E-668  | Hellmuth Weiss                | 1900    | 1992      | Abgeordneter im Rahvuskogu, Bibliothekar |